# 維吉尼亞州第十騎兵團
維吉尼亞州第十騎兵團(10th Virginia Cavalry)成立於1861年，同年主要駐守現今的西維吉尼亞州，次年進駐北卡州(North Carolina)及維吉尼亞州南部的地區(如維吉尼亞州半島)

## 戰場生涯
第十騎兵團參與了早期的約克鎮之役，威廉斯堡之役和七天戰役等，後期李將軍第一次北伐聯邦國土，此騎兵團奉命駐守里奇蒙。
1863年，第十騎兵團參與了其他的重要戰役包括: 錢斯勒斯維爾戰役，白蘭地車站之役(Battle of Brandy Station)，蓋茨堡之役，李敦之役(Leetown)和馬丁斯堡之役。
次年，此騎兵團又回到維吉尼亞州的西部 – 即是已經宣佈獨立的西維吉尼亞州，參與了穆爾菲爾德之役(Moorefield)，然後在維吉尼亞州中部參與斯波遮凡尼亞之役(Spotsylvania Court House)和長達9個月的彼得斯堡圍城戰。
戰敗後，第十騎兵團並不跟隨李將軍投降, 退至Lynchburg，並於1865年4 月11日解散。